# Wiktor Krjukow (Fußballspieler)
Wiktor Sergejewitsch Krjukow (russisch Виктор Сергеевич Крюков; * 30. Juni 1990 in Pawlodar, Kasachische SSR) ist ein kasachischer Fußballspieler.

## Karriere

### Verein
Krjukow begann das Fußballspielen bei FK Qairat Almaty und Lokomotive Astana, bevor er zur Saison 2010 zu Ertis Pawlodar in seine Heimatstadt wechselte. Hier hatte er sein erstes Profispiel in der kasachischen Premjer-Liga am 22. März 2010 gegen Aqschajyq Oral, das mit einem 4:1-Auswärtssieg endete. Nachdem er in der folgenden Spielzeit nur auf sechs Einsätze kam und die meiste Zeit als Ersatzspieler im Kader stand und in der Saison 2012 auf keinen einzigen Einsatz kam, wechselte er 2013 zum Zweitligisten FK Astana-64 in die Erste Liga.
Hier erhielt Krjukow einem Stammplatz und kam für den Verein so in der Saison 2013 auf 32 Spiele. Sein erstes Spiel für Astana bestritt er am 31. März 2013 gegen ZSKA Alma-Ata, das mit einem 2:0-Sieg endete, wobei er in der 67. Minute auch sein erstes Profi-Tor schoss. Nach nur einer Spielzeit wechselte er zum Ligakonkurrenten Oqschetpes Kökschetau, mit dem ihm der Aufstieg in die Premjer-Liga gelang.
Am 2. März 2016 unterschrieb Krjukow einen Ein-Jahres-Vertrag beim FK Aqtöbe.

### Nationalmannschaft
Krjukow absolvierte zwei Spiele für die kasachische U-21-Nationalmannschaft.